# 柱石演说
基石演讲，也称为基石演说、柱石演说，是美利坚联盟国副总统亚历山大·H·史蒂芬斯于1861年3月21日在佐治亚州萨凡纳的萨凡纳剧院发表的一场即兴演讲。 演讲结束几周后，南北战争爆发。斯蒂芬斯在演讲中主张奴隶制是由于黑人种族低劣性而导致的公正结果，解释了联盟国宪法与合眾國憲法的根本性不同，列举了合眾國和联盟國之间思想意识形态的差异，论证了联盟国从合眾國脱离的理由。
他特别指出，“我们新政府的基础，即其基石，就是建立在黑人与白人不平等这个伟大真理之上；奴隶制中对于优越种族的服从是其自然和正常的状态。我们的新政府是世界历史上第一个基于这一伟大的物质、哲学和道德真理的政府。” 